# Classe Swiftsure (sottomarino)
La classe Swiftsure era una classe di sottomarini britannici costituita da 5 unità, varate a partire dal 1971. Comprendeva un progetto affinato rispetto ai precedenti classe Churchill, con uno scafo leggermente più piccolo ma più voluminoso, per ottenere un elevato volume interno, e le superfici di controllo anteriori leggermente ribassate per restare sommerse anche quando il battello era in emersione.
Se con il Dreadnought la Royal Navy era entrata nell'era nucleare, con i classe Valiant aveva ottenuto una tecnologia autoctona e con i classe Churchill attenzione per la silenziosità, con gli Switsure si aggiunse anche la capacità di raggiungere una maggiore profondità ed un superiore volume interno.

## Caratteristiche
La struttura è quella classica a goccia allungata, con il consueto torrione rialzato e ricoperto di antenne, scafo fusiforme, 2 timoni anteriori retrattili e 4 stabilizzatori cruciformi a poppa.
La struttura interna era sempre la stessa del tipico SSN. A prua, il comparto per il grande sonar a bassa frequenza, subito dopo il comparto siluri e a seguire, all'incirca a mezza nave, la centrale di combattimento e sopra di essa la vela, con i timoni. Di seguito altri alloggi e stive varie, mensa e magazzini. L'ultimo terzo abbondante dello scafo era per il reattore nucleare, seguito da 2 turbine sullo stesso asse portaelica, la quale, all'estrema poppa era circondata da impennaggi cruciformi. 
Il reattore nucleare, abbinato a 2 turbine a vapore interconnesse in un solo albero di trasmissione ed elica, manteneva la stessa conformazione delle classi precedenti.

## Armamento
L'armamento, rispetto alla classe Churchill, era ridotto a 5 tubi lancia siluri da 533 con 20 armi totali (nonostante il maggior spazio), anche se i tempi di ricarica erano ridotti a soli 15 secondi. I sensori sono simili a quelli della classe precedente, ma con il tempo i numerosi aggiornamenti hanno visto l'aggiunta di una rete di idrofoni rimorchiati a poppa, e una struttura sonar-assorbente data da mattoncini di materiale gommoso.

## Unità
| Pennant number | Nome                 | Scafo | (a) Costruttori scafo | Ordinata         | Impostata         | Varata           | Accettata in servizio | Ingresso in servizio | Radiazione        | Costo stimato di costruzione |
| -------------- | -------------------- | ----- | --------------------- | ---------------- | ----------------- | ---------------- | --------------------- | -------------------- | ----------------- | ---------------------------- |
| S126           | Swiftsure            | 1     | VSEL, Barrow.         | 3 novembre 1967  | 6 giugno 1969     | 7 settembre 1971 |                       | 17 aprile 1973       | 1992              | £37,100,000                  |
| S108           | Sovereign            | 2     | VSEL, Barrow.         | 16 maggio 1969   | 18 settembre 1970 | 17 febbraio 1973 | 22 luglio 1974        | 11 luglio 1974       | 12 settembre 2006 | £31,100,000                  |
| S109           | Superb               | 3     | VSEL, Barrow.         | 20 maggio 1970   | 16 marzo 1972     | 30 novembre 1974 | 29 novembre 1976      | 13 novembre 1976     | 26 settembre 2008 | £41,300,000                  |
| S104           | Sceptre              | 4     | VSEL, Barrow.         | 1º novembre 1971 | 19 febbraio 1974  | 20 novembre 1976 | 11 marzo 1978         | 14 febbraio 1978     | 10 dicembre 2010. | £58,900,000                  |
| S105           | Spartan              | 5     | VSEL, Barrow.         | 7 febbraio 1973  | 26 aprile 1976    | 7 aprile 1978    | 10 ottobre 1979       | 22 settembre 1979    | Gennaio 2006      | £68,900,000                  |
| S106           | Splendid (ex-Severn) | 6     | VSEL, Barrow.         | 26 maggio 1976   | 23 novembre 1977  | 5 ottobre 1979   | 5 maggio 1981         | 21 marzo 1981        | 2004              | £97,000,000                  |

## Scenari di Guerra
I 5 Switftsure, con la caratteristica di avere tutti nome iniziante con la S, parteciparono alla Guerra delle Falkland, dove operarono lo  Splendid e lo  Spartan. Ancora alla fine degli anni novanta erano in servizio ed aggiornati, anche se con una vita utile oramai ridotta.